# Hate It or Love It
Hate It or Love It è il quarto album in studio del rapper statunitense Chingy, pubblicato nel 2007.

## Tracce
1. Intro – 0:44
2. Hate It Or Love It – 4:07
3. Check My Swag – 3:33
4. Fly Like Me (feat. Amerie) – 3:44 – LT Moe
5. Kick Drum – 3:40 – Jared Gossolin
6. Gimme Dat (feat. Ludacris & Bobby V) – 4:08 – Full Scale
7. All Aboard (Ride It) (feat. Steph Jones) – 4:04 – Calvo Da Gr8
8. Trickin' Off (Skit) – 0:22
9. Spend Some $ (feat. Trey Songz) – 3:32
10. 2 Kool 2 Dance – 3:47
11. Lovely Ladies – 4:17
12. How We Feel (feat. Anthony Hamilton) – 4:14
13. Roll On 'em (feat. Rick Ross) – 4:28
14. Block Star – 4:33